# Tour d'Allemagne 2024
 (février 2025).
Si vous disposez d'ouvrages ou d'articles de référence ou si vous connaissez des sites web de qualité traitant du thème abordé ici, merci de compléter l'article en donnant les références utiles à sa vérifiabilité et en les liant à la section « Notes et références ».
Le Tour d'Allemagne 2024 est la 38e édition de cette course cycliste par étapes masculine. Il a lieu en Allemagne du 21 août au 25 août 2024. Il se déroule entre Schweinfurt, au nord-ouest de la Bavière, et Sarrebruck dans la Sarre, sur un parcours de 736,9 km et fait partie du calendrier UCI ProSeries 2024 en catégorie 2.Pro.

## Présentation

### Équipes
Vingt équipes sont au départ : douze UCI WorldTeams, cinq UCI ProTeams, deux équipes continentales et une équipe nationale
| WorldTeams (12)- Alpecin-Deceuninck - Astana Qazaqstan Team - Bahrain Victorious - Red Bull-Bora-Hansgrohe - EF Education-EasyPost - Ineos Grenadiers - Intermarché-Wanty - Lidl-Trek - Movistar Team - Soudal Quick-Step - Team dsm-firmenich PostNL - Team Visma \| Lease a Bike ProTeams (5)- Caja Rural-Seguros RGA - Q36.5 Pro Cycling Team - TotalEnergies - Tudor Pro Cycling Team - Uno-X Mobility Équipes continentales (2)- Bike Aid - Lotto-Kern Haus PSD Bank Équipe nationale- Allemagne |
| |

## Étapes
| Étape     | Date    | Villes étapes                             | type                        | Distance (km) | Vainqueur d'étape | Leader du classement général |
| --------- | ------- | ----------------------------------------- | --------------------------- | ------------- | ----------------- | ---------------------------- |
| Prologue  | 21 août | Schweinfurt – Schweinfurt                 | contre-la-montre individuel | 2,9           | Jonathan Milan    | Jonathan Milan               |
| 1re étape | 22 août | Schweinfurt – Heilbronn                   | étape de plaine             | 176,3         | Jonathan Milan    | Jonathan Milan               |
| 2e étape  | 23 août | Heilbronn – Schwäbisch Gmünd              | étape vallonnée             | 174,6         | Mads Pedersen     | Mads Pedersen                |
| 3e étape  | 24 août | Schwäbisch Gmünd – Villingen-Schwenningen | étape vallonnée             | 211,1         | Jonathan Milan    | Mads Pedersen                |
| 4e étape  | 25 août | Annweiler am Trifels – Sarrebruck         | étape vallonnée             | 182,7         | Mads Pedersen     | Mads Pedersen                |

## Déroulement de la course

### Prologue
Le prologue du Tour d'Allemagne est tracé dans la ville de Schweinfurt dans le district de Basse-Franconie en Bavière sur une distance courte de 2,9 kilomètres. Le profil du prologue est plat.
| \| Classement de l'étape \| Classement de l'étape \| Classement de l'étape \| Classement de l'étape \| Classement de l'étape \| \| Coureur \| Coureur \| Pays \| Équipe \| Temps \| \| --------------------- \| --------------------- \| --------------------- \| ----------------------- \| --------------------- \| \| 1er \| Jonathan Milan \| Italie \| Lidl-Trek \| 3 min 16 s \| \| 2e \| Mads Pedersen \| Danemark \| Lidl-Trek \| + 1 s \| \| 3e \| Maikel Zijlaard \| Pays-Bas \| Tudor Pro Cycling Team \| + 2 s \| \| 4e \| Ethan Hayter \| Royaume-Uni \| Ineos Grenadiers \| + 3 s \| \| 5e \| Stefan Bissegger \| Suisse \| EF Education-EasyPost \| + 3 s \| \| 6e \| Danny van Poppel \| Pays-Bas \| Red Bull-Bora-Hansgrohe \| + 5 s \| \| 7e \| Jannik Steimle \| Allemagne \| Q36.5 Pro Cycling Team \| + 5 s \| \| 8e \| Marco Haller \| Autriche \| Red Bull-Bora-Hansgrohe \| + 5 s \| \| 9e \| Jordi Meeus \| Belgique \| Red Bull-Bora-Hansgrohe \| + 6 s \| \| 10e \| Fabio Christen \| Suisse \| Q36.5 Pro Cycling Team \| + 6 s \| |                  |             |                         |            |
| |                  |             |                         |            |
| Source : ProCyclingStats |                  |             |                         |            |
| Classement de l'étape |                  |             |                         |            |
| Coureur | Coureur          | Pays        | Équipe                  | Temps      |
| 1er | Jonathan Milan   | Italie      | Lidl-Trek               | 3 min 16 s |
| 2e | Mads Pedersen    | Danemark    | Lidl-Trek               | + 1 s      |
| 3e | Maikel Zijlaard  | Pays-Bas    | Tudor Pro Cycling Team  | + 2 s      |
| 4e | Ethan Hayter     | Royaume-Uni | Ineos Grenadiers        | + 3 s      |
| 5e | Stefan Bissegger | Suisse      | EF Education-EasyPost   | + 3 s      |
| 6e | Danny van Poppel | Pays-Bas    | Red Bull-Bora-Hansgrohe | + 5 s      |
| 7e | Jannik Steimle   | Allemagne   | Q36.5 Pro Cycling Team  | + 5 s      |
| 8e | Marco Haller     | Autriche    | Red Bull-Bora-Hansgrohe | + 5 s      |
| 9e | Jordi Meeus      | Belgique    | Red Bull-Bora-Hansgrohe | + 6 s      |
| 10e | Fabio Christen   | Suisse      | Q36.5 Pro Cycling Team  | + 6 s      |

| \| Classement général \| Classement général \| Classement général \| Classement général \| Classement général \| \| Coureur \| Coureur \| Pays \| Équipe \| Temps \| \| ------------------ \| ------------------ \| ------------------ \| ----------------------- \| ------------------ \| \| 1er \| Jonathan Milan \| Italie \| Lidl-Trek \| 3 min 16 s \| \| 2e \| Mads Pedersen \| Danemark \| Lidl-Trek \| + 1 s \| \| 3e \| Maikel Zijlaard \| Pays-Bas \| Tudor Pro Cycling Team \| + 2 s \| \| 4e \| Ethan Hayter \| Royaume-Uni \| Ineos Grenadiers \| + 3 s \| \| 5e \| Stefan Bissegger \| Suisse \| EF Education-EasyPost \| + 3 s \| \| 6e \| Danny van Poppel \| Pays-Bas \| Red Bull-Bora-Hansgrohe \| + 4 s \| \| 7e \| Jannik Steimle \| Allemagne \| Q36.5 Pro Cycling Team \| + 5 s \| \| 8e \| Marco Haller \| Autriche \| Red Bull-Bora-Hansgrohe \| + 5 s \| \| 9e \| Jordi Meeus \| Belgique \| Red Bull-Bora-Hansgrohe \| + 5 s \| \| 10e \| Fabio Christen \| Suisse \| Q36.5 Pro Cycling Team \| + 6 s \| |                  |             |                         |            |
| |                  |             |                         |            |
| Source : ProCyclingStats |                  |             |                         |            |
| Classement général |                  |             |                         |            |
| Coureur | Coureur          | Pays        | Équipe                  | Temps      |
| 1er | Jonathan Milan   | Italie      | Lidl-Trek               | 3 min 16 s |
| 2e | Mads Pedersen    | Danemark    | Lidl-Trek               | + 1 s      |
| 3e | Maikel Zijlaard  | Pays-Bas    | Tudor Pro Cycling Team  | + 2 s      |
| 4e | Ethan Hayter     | Royaume-Uni | Ineos Grenadiers        | + 3 s      |
| 5e | Stefan Bissegger | Suisse      | EF Education-EasyPost   | + 3 s      |
| 6e | Danny van Poppel | Pays-Bas    | Red Bull-Bora-Hansgrohe | + 4 s      |
| 7e | Jannik Steimle   | Allemagne   | Q36.5 Pro Cycling Team  | + 5 s      |
| 8e | Marco Haller     | Autriche    | Red Bull-Bora-Hansgrohe | + 5 s      |
| 9e | Jordi Meeus      | Belgique    | Red Bull-Bora-Hansgrohe | + 5 s      |
| 10e | Fabio Christen   | Suisse      | Q36.5 Pro Cycling Team  | + 6 s      |

### 1reétape
| \| Classement de l'étape \| Classement de l'étape \| Classement de l'étape \| Classement de l'étape \| Classement de l'étape \| \| Coureur \| Coureur \| Pays \| Équipe \| Temps \| \| --------------------- \| --------------------- \| --------------------- \| ------------------------- \| --------------------- \| \| 1er \| Jonathan Milan \| Italie \| Lidl-Trek \| 4 h 16 min 17 s \| \| 2e \| Jordi Meeus \| Belgique \| Red Bull-Bora-Hansgrohe \| + 0 s \| \| 3e \| Max Kanter \| Allemagne \| Astana Qazaqstan Team \| + 0 s \| \| 4e \| Alexander Kristoff \| Norvège \| Uno-X Mobility \| + 0 s \| \| 5e \| Henri Uhlig \| Allemagne \| Alpecin-Deceuninck \| + 0 s \| \| 6e \| Émilien Jeannière \| France \| TotalEnergies \| + 0 s \| \| 7e \| Niklas Märkl \| Allemagne \| Team dsm-firmenich PostNL \| + 0 s \| \| 8e \| Matevž Govekar \| Slovénie \| Bahrain Victorious \| + 0 s \| \| 9e \| Tobias Müller \| Allemagne \| Allemagne \| + 0 s \| \| 10e \| Joshua Huppertz \| Allemagne \| Lotto Kern-Haus PSD Bank \| + 0 s \| |                    |           |                           |                 |
| |                    |           |                           |                 |
| Source : ProCyclingStats |                    |           |                           |                 |
| Classement de l'étape |                    |           |                           |                 |
| Coureur | Coureur            | Pays      | Équipe                    | Temps           |
| 1er | Jonathan Milan     | Italie    | Lidl-Trek                 | 4 h 16 min 17 s |
| 2e | Jordi Meeus        | Belgique  | Red Bull-Bora-Hansgrohe   | + 0 s           |
| 3e | Max Kanter         | Allemagne | Astana Qazaqstan Team     | + 0 s           |
| 4e | Alexander Kristoff | Norvège   | Uno-X Mobility            | + 0 s           |
| 5e | Henri Uhlig        | Allemagne | Alpecin-Deceuninck        | + 0 s           |
| 6e | Émilien Jeannière  | France    | TotalEnergies             | + 0 s           |
| 7e | Niklas Märkl       | Allemagne | Team dsm-firmenich PostNL | + 0 s           |
| 8e | Matevž Govekar     | Slovénie  | Bahrain Victorious        | + 0 s           |
| 9e | Tobias Müller      | Allemagne | Allemagne                 | + 0 s           |
| 10e | Joshua Huppertz    | Allemagne | Lotto Kern-Haus PSD Bank  | + 0 s           |

| \| Classement général \| Classement général \| Classement général \| Classement général \| Classement général \| \| Coureur \| Coureur \| Pays \| Équipe \| Temps \| \| ------------------ \| ------------------ \| ------------------ \| ----------------------- \| ------------------ \| \| 1er \| Jonathan Milan \| Italie \| Lidl-Trek \| 4 h 19 min 23 s \| \| 2e \| Jordi Meeus \| Belgique \| Red Bull-Bora-Hansgrohe \| + 9 s \| \| 3e \| Mads Pedersen \| Danemark \| Lidl-Trek \| + 11 s \| \| 4e \| Ethan Hayter \| Royaume-Uni \| Ineos Grenadiers \| + 13 s \| \| 5e \| Stefan Bissegger \| Suisse \| EF Education-EasyPost \| + 13 s \| \| 6e \| Danny van Poppel \| Pays-Bas \| Red Bull-Bora-Hansgrohe \| + 14 s \| \| 7e \| Jannik Steimle \| Allemagne \| Q36.5 Pro Cycling Team \| + 15 s \| \| 8e \| Marco Haller \| Autriche \| Red Bull-Bora-Hansgrohe \| + 15 s \| \| 9e \| Fabio Christen \| Suisse \| Q36.5 Pro Cycling Team \| + 16 s \| \| 10e \| Gil Gelders \| Belgique \| Soudal Quick-Step \| + 16 s \| |                  |             |                         |                 |
| |                  |             |                         |                 |
| Source : ProCyclingStats |                  |             |                         |                 |
| Classement général |                  |             |                         |                 |
| Coureur | Coureur          | Pays        | Équipe                  | Temps           |
| 1er | Jonathan Milan   | Italie      | Lidl-Trek               | 4 h 19 min 23 s |
| 2e | Jordi Meeus      | Belgique    | Red Bull-Bora-Hansgrohe | + 9 s           |
| 3e | Mads Pedersen    | Danemark    | Lidl-Trek               | + 11 s          |
| 4e | Ethan Hayter     | Royaume-Uni | Ineos Grenadiers        | + 13 s          |
| 5e | Stefan Bissegger | Suisse      | EF Education-EasyPost   | + 13 s          |
| 6e | Danny van Poppel | Pays-Bas    | Red Bull-Bora-Hansgrohe | + 14 s          |
| 7e | Jannik Steimle   | Allemagne   | Q36.5 Pro Cycling Team  | + 15 s          |
| 8e | Marco Haller     | Autriche    | Red Bull-Bora-Hansgrohe | + 15 s          |
| 9e | Fabio Christen   | Suisse      | Q36.5 Pro Cycling Team  | + 16 s          |
| 10e | Gil Gelders      | Belgique    | Soudal Quick-Step       | + 16 s          |

### 2eétape
| \| Classement de l'étape \| Classement de l'étape \| Classement de l'étape \| Classement de l'étape \| Classement de l'étape \| \| Coureur \| Coureur \| Pays \| Équipe \| Temps \| \| --------------------- \| --------------------- \| --------------------- \| ------------------------- \| --------------------- \| \| 1er \| Mads Pedersen \| Danemark \| Lidl-Trek \| 4 h 25 min 50 s \| \| 2e \| Tobias Johannessen \| Norvège \| Uno-X Mobility \| + 0 s \| \| 3e \| Archie Ryan \| Irlande \| EF Education-EasyPost \| + 0 s \| \| 4e \| Danny van Poppel \| Pays-Bas \| Red Bull-Bora-Hansgrohe \| + 6 s \| \| 5e \| Émilien Jeannière \| France \| TotalEnergies \| + 6 s \| \| 6e \| Orluis Aular \| Venezuela \| Caja Rural-Seguros RGA \| + 6 s \| \| 7e \| Jonas Rutsch \| Allemagne \| EF Education-EasyPost \| + 6 s \| \| 8e \| Ethan Hayter \| Royaume-Uni \| Ineos Grenadiers \| + 6 s \| \| 9e \| Tobias Müller \| Allemagne \| Allemagne \| + 6 s \| \| 10e \| Sean Flynn \| Royaume-Uni \| Team dsm-firmenich PostNL \| + 6 s \| |                    |             |                           |                 |
| |                    |             |                           |                 |
| Source : ProCyclingStats |                    |             |                           |                 |
| Classement de l'étape |                    |             |                           |                 |
| Coureur | Coureur            | Pays        | Équipe                    | Temps           |
| 1er | Mads Pedersen      | Danemark    | Lidl-Trek                 | 4 h 25 min 50 s |
| 2e | Tobias Johannessen | Norvège     | Uno-X Mobility            | + 0 s           |
| 3e | Archie Ryan        | Irlande     | EF Education-EasyPost     | + 0 s           |
| 4e | Danny van Poppel   | Pays-Bas    | Red Bull-Bora-Hansgrohe   | + 6 s           |
| 5e | Émilien Jeannière  | France      | TotalEnergies             | + 6 s           |
| 6e | Orluis Aular       | Venezuela   | Caja Rural-Seguros RGA    | + 6 s           |
| 7e | Jonas Rutsch       | Allemagne   | EF Education-EasyPost     | + 6 s           |
| 8e | Ethan Hayter       | Royaume-Uni | Ineos Grenadiers          | + 6 s           |
| 9e | Tobias Müller      | Allemagne   | Allemagne                 | + 6 s           |
| 10e | Sean Flynn         | Royaume-Uni | Team dsm-firmenich PostNL | + 6 s           |

| \| Classement général \| Classement général \| Classement général \| Classement général \| Classement général \| \| Coureur \| Coureur \| Pays \| Équipe \| Temps \| \| ------------------ \| ------------------ \| ------------------ \| ----------------------- \| ------------------ \| \| 1er \| Mads Pedersen \| Danemark \| Lidl-Trek \| 8 h 45 min 23 s \| \| 2e \| Tobias Johannessen \| Norvège \| Uno-X Mobility \| + 12 s \| \| 3e \| Ethan Hayter \| Royaume-Uni \| Ineos Grenadiers \| + 21 s \| \| 4e \| Archie Ryan \| Irlande \| EF Education-EasyPost \| + 21 s \| \| 5e \| Stefan Bissegger \| Suisse \| EF Education-EasyPost \| + 21 s \| \| 6e \| Danny van Poppel \| Pays-Bas \| Red Bull-Bora-Hansgrohe \| + 22 s \| \| 7e \| Fabio Christen \| Suisse \| Q36.5 Pro Cycling Team \| + 24 s \| \| 8e \| Gil Gelders \| Belgique \| Soudal Quick-Step \| + 24 s \| \| 9e \| Luke Lamperti \| États-Unis \| Soudal Quick-Step \| + 24 s \| \| 10e \| Orluis Aular \| Venezuela \| Caja Rural-Seguros RGA \| + 26 s \| |                    |             |                         |                 |
| |                    |             |                         |                 |
| Source : ProCyclingStats |                    |             |                         |                 |
| Classement général |                    |             |                         |                 |
| Coureur | Coureur            | Pays        | Équipe                  | Temps           |
| 1er | Mads Pedersen      | Danemark    | Lidl-Trek               | 8 h 45 min 23 s |
| 2e | Tobias Johannessen | Norvège     | Uno-X Mobility          | + 12 s          |
| 3e | Ethan Hayter       | Royaume-Uni | Ineos Grenadiers        | + 21 s          |
| 4e | Archie Ryan        | Irlande     | EF Education-EasyPost   | + 21 s          |
| 5e | Stefan Bissegger   | Suisse      | EF Education-EasyPost   | + 21 s          |
| 6e | Danny van Poppel   | Pays-Bas    | Red Bull-Bora-Hansgrohe | + 22 s          |
| 7e | Fabio Christen     | Suisse      | Q36.5 Pro Cycling Team  | + 24 s          |
| 8e | Gil Gelders        | Belgique    | Soudal Quick-Step       | + 24 s          |
| 9e | Luke Lamperti      | États-Unis  | Soudal Quick-Step       | + 24 s          |
| 10e | Orluis Aular       | Venezuela   | Caja Rural-Seguros RGA  | + 26 s          |

### 3eétape
| \| Classement de l'étape \| Classement de l'étape \| Classement de l'étape \| Classement de l'étape \| Classement de l'étape \| \| Coureur \| Coureur \| Pays \| Équipe \| Temps \| \| --------------------- \| --------------------- \| --------------------- \| ------------------------- \| --------------------- \| \| 1er \| Jonathan Milan \| Italie \| Lidl-Trek \| 5 h 17 min 57 s \| \| 2e \| Max Kanter \| Allemagne \| Astana Qazaqstan Team \| + 0 s \| \| 3e \| Jordi Meeus \| Belgique \| Red Bull-Bora-Hansgrohe \| + 0 s \| \| 4e \| Matevž Govekar \| Slovénie \| Bahrain Victorious \| + 0 s \| \| 5e \| Luke Lamperti \| États-Unis \| Soudal Quick-Step \| + 0 s \| \| 6e \| Niklas Märkl \| Allemagne \| Team dsm-firmenich PostNL \| + 0 s \| \| 7e \| Tibor Del Grosso \| Pays-Bas \| Alpecin-Deceuninck \| + 0 s \| \| 8e \| Orluis Aular \| Venezuela \| Caja Rural-Seguros RGA \| + 0 s \| \| 9e \| Nicolò Buratti \| Italie \| Bahrain Victorious \| + 0 s \| \| 10e \| Vlad Van Mechelen \| Belgique \| Team dsm-firmenich PostNL \| + 0 s \| |                   |            |                           |                 |
| |                   |            |                           |                 |
| Source : ProCyclingStats |                   |            |                           |                 |
| Classement de l'étape |                   |            |                           |                 |
| Coureur | Coureur           | Pays       | Équipe                    | Temps           |
| 1er | Jonathan Milan    | Italie     | Lidl-Trek                 | 5 h 17 min 57 s |
| 2e | Max Kanter        | Allemagne  | Astana Qazaqstan Team     | + 0 s           |
| 3e | Jordi Meeus       | Belgique   | Red Bull-Bora-Hansgrohe   | + 0 s           |
| 4e | Matevž Govekar    | Slovénie   | Bahrain Victorious        | + 0 s           |
| 5e | Luke Lamperti     | États-Unis | Soudal Quick-Step         | + 0 s           |
| 6e | Niklas Märkl      | Allemagne  | Team dsm-firmenich PostNL | + 0 s           |
| 7e | Tibor Del Grosso  | Pays-Bas   | Alpecin-Deceuninck        | + 0 s           |
| 8e | Orluis Aular      | Venezuela  | Caja Rural-Seguros RGA    | + 0 s           |
| 9e | Nicolò Buratti    | Italie     | Bahrain Victorious        | + 0 s           |
| 10e | Vlad Van Mechelen | Belgique   | Team dsm-firmenich PostNL | + 0 s           |

| \| Classement général \| Classement général \| Classement général \| Classement général \| Classement général \| \| Coureur \| Coureur \| Pays \| Équipe \| Temps \| \| ------------------ \| ------------------ \| ------------------ \| ------------------------- \| ------------------ \| \| 1er \| Mads Pedersen \| Danemark \| Lidl-Trek \| 14 h 03 min 08 s \| \| 2e \| Tobias Johannessen \| Norvège \| Uno-X Mobility \| + 12 s \| \| 3e \| Danny van Poppel \| Pays-Bas \| Red Bull-Bora-Hansgrohe \| + 19 s \| \| 4e \| Ethan Hayter \| Royaume-Uni \| Ineos Grenadiers \| + 21 s \| \| 5e \| Archie Ryan \| Irlande \| EF Education-EasyPost \| + 21 s \| \| 6e \| Stefan Bissegger \| Suisse \| EF Education-EasyPost \| + 21 s \| \| 7e \| Luke Lamperti \| États-Unis \| Soudal Quick-Step \| + 22 s \| \| 8e \| Fabio Christen \| Suisse \| Q36.5 Pro Cycling Team \| + 24 s \| \| 9e \| Gil Gelders \| Belgique \| Soudal Quick-Step \| + 24 s \| \| 10e \| Sean Flynn \| Royaume-Uni \| Team dsm-firmenich PostNL \| + 26 s \| |                    |             |                           |                  |
| |                    |             |                           |                  |
| Source : ProCyclingStats |                    |             |                           |                  |
| Classement général |                    |             |                           |                  |
| Coureur | Coureur            | Pays        | Équipe                    | Temps            |
| 1er | Mads Pedersen      | Danemark    | Lidl-Trek                 | 14 h 03 min 08 s |
| 2e | Tobias Johannessen | Norvège     | Uno-X Mobility            | + 12 s           |
| 3e | Danny van Poppel   | Pays-Bas    | Red Bull-Bora-Hansgrohe   | + 19 s           |
| 4e | Ethan Hayter       | Royaume-Uni | Ineos Grenadiers          | + 21 s           |
| 5e | Archie Ryan        | Irlande     | EF Education-EasyPost     | + 21 s           |
| 6e | Stefan Bissegger   | Suisse      | EF Education-EasyPost     | + 21 s           |
| 7e | Luke Lamperti      | États-Unis  | Soudal Quick-Step         | + 22 s           |
| 8e | Fabio Christen     | Suisse      | Q36.5 Pro Cycling Team    | + 24 s           |
| 9e | Gil Gelders        | Belgique    | Soudal Quick-Step         | + 24 s           |
| 10e | Sean Flynn         | Royaume-Uni | Team dsm-firmenich PostNL | + 26 s           |

### 4eétape
| \| Classement de l'étape \| Classement de l'étape \| Classement de l'étape \| Classement de l'étape \| Classement de l'étape \| \| Coureur \| Coureur \| Pays \| Équipe \| Temps \| \| --------------------- \| --------------------- \| --------------------- \| -------------------------- \| --------------------- \| \| 1er \| Mads Pedersen \| Danemark \| Lidl-Trek \| 4 h 23 min 42 s \| \| 2e \| Danny van Poppel \| Pays-Bas \| Red Bull-Bora-Hansgrohe \| + 0 s \| \| 3e \| Luke Lamperti \| États-Unis \| Soudal Quick-Step \| + 0 s \| \| 4e \| Santiago Buitrago \| Colombie \| Bahrain Victorious \| + 0 s \| \| 5e \| Florian Stork \| Allemagne \| Tudor Pro Cycling Team \| + 0 s \| \| 6e \| Tobias Johannessen \| Norvège \| Uno-X Mobility \| + 0 s \| \| 7e \| Kevin Vermaerke \| États-Unis \| Team dsm-firmenich PostNL \| + 0 s \| \| 8e \| Jørgen Nordhagen \| Norvège \| Team Visma \\| Lease a Bike \| + 0 s \| \| 9e \| Jefferson Cepeda \| Équateur \| Caja Rural-Seguros RGA \| + 0 s \| \| 10e \| Henri Uhlig \| Allemagne \| Alpecin-Deceuninck \| + 6 s \| |                    |            |                            |                 |
| |                    |            |                            |                 |
| Source : ProCyclingStats |                    |            |                            |                 |
| Classement de l'étape |                    |            |                            |                 |
| Coureur | Coureur            | Pays       | Équipe                     | Temps           |
| 1er | Mads Pedersen      | Danemark   | Lidl-Trek                  | 4 h 23 min 42 s |
| 2e | Danny van Poppel   | Pays-Bas   | Red Bull-Bora-Hansgrohe    | + 0 s           |
| 3e | Luke Lamperti      | États-Unis | Soudal Quick-Step          | + 0 s           |
| 4e | Santiago Buitrago  | Colombie   | Bahrain Victorious         | + 0 s           |
| 5e | Florian Stork      | Allemagne  | Tudor Pro Cycling Team     | + 0 s           |
| 6e | Tobias Johannessen | Norvège    | Uno-X Mobility             | + 0 s           |
| 7e | Kevin Vermaerke    | États-Unis | Team dsm-firmenich PostNL  | + 0 s           |
| 8e | Jørgen Nordhagen   | Norvège    | Team Visma \| Lease a Bike | + 0 s           |
| 9e | Jefferson Cepeda   | Équateur   | Caja Rural-Seguros RGA     | + 0 s           |
| 10e | Henri Uhlig        | Allemagne  | Alpecin-Deceuninck         | + 6 s           |

## Classements finals

### Classement général final
| \| Classement général \| Classement général \| Classement général \| Classement général \| Classement général \| \| Coureur \| Coureur \| Pays \| Équipe \| Temps \| \| ------------------ \| ------------------ \| ------------------ \| -------------------------- \| ------------------ \| \| 1er \| Mads Pedersen \| Danemark \| Lidl-Trek \| 18 h 26 min 39 s \| \| 2e \| Danny van Poppel \| Pays-Bas \| Red Bull-Bora-Hansgrohe \| + 22 s \| \| 3e \| Tobias Johannessen \| Norvège \| Uno-X Mobility \| + 23 s \| \| 4e \| Luke Lamperti \| États-Unis \| Soudal Quick-Step \| + 26 s \| \| 5e \| Archie Ryan \| Irlande \| EF Education-EasyPost \| + 38 s \| \| 6e \| Florian Stork \| Allemagne \| Tudor Pro Cycling Team \| + 39 s \| \| 7e \| Jørgen Nordhagen \| Norvège \| Team Visma \\| Lease a Bike \| + 40 s \| \| 8e \| Fabio Christen \| Suisse \| Q36.5 Pro Cycling Team \| + 41 s \| \| 9e \| Gil Gelders \| Belgique \| Soudal Quick-Step \| + 41 s \| \| 10e \| Kevin Vermaerke \| États-Unis \| Team dsm-firmenich PostNL \| + 42 s \| |                    |            |                            |                  |
| |                    |            |                            |                  |
| Source : ProCyclingStats |                    |            |                            |                  |
| Classement général |                    |            |                            |                  |
| Coureur | Coureur            | Pays       | Équipe                     | Temps            |
| 1er | Mads Pedersen      | Danemark   | Lidl-Trek                  | 18 h 26 min 39 s |
| 2e | Danny van Poppel   | Pays-Bas   | Red Bull-Bora-Hansgrohe    | + 22 s           |
| 3e | Tobias Johannessen | Norvège    | Uno-X Mobility             | + 23 s           |
| 4e | Luke Lamperti      | États-Unis | Soudal Quick-Step          | + 26 s           |
| 5e | Archie Ryan        | Irlande    | EF Education-EasyPost      | + 38 s           |
| 6e | Florian Stork      | Allemagne  | Tudor Pro Cycling Team     | + 39 s           |
| 7e | Jørgen Nordhagen   | Norvège    | Team Visma \| Lease a Bike | + 40 s           |
| 8e | Fabio Christen     | Suisse     | Q36.5 Pro Cycling Team     | + 41 s           |
| 9e | Gil Gelders        | Belgique   | Soudal Quick-Step          | + 41 s           |
| 10e | Kevin Vermaerke    | États-Unis | Team dsm-firmenich PostNL  | + 42 s           |

### Classements annexes
| Classement par points | Classement par points | Classement par points | Classement par points   | Classement par points |
| Coureur               | Coureur               | Pays                  | Équipe                  | Points                |
| --------------------- | --------------------- | --------------------- | ----------------------- | --------------------- |
| 1er                   | Jonathan Milan        | Italie                | Lidl-Trek               | 45 pts                |
| 2e                    | Mads Pedersen         | Danemark              | Lidl-Trek               | 45 pts                |
| 3e                    | Danny van Poppel      | Pays-Bas              | Red Bull-Bora-Hansgrohe | 24 pts                |
| 4e                    | Jordi Meeus           | Belgique              | Red Bull-Bora-Hansgrohe | 23 pts                |
| 5e                    | Max Kanter            | Allemagne             | Astana Qazaqstan Team   | 21 pts                |
| 6e                    | Tobias Johannessen    | Norvège               | Uno-X Mobility          | 17 pts                |
| 7e                    | Luke Lamperti         | États-Unis            | Soudal Quick-Step       | 15 pts                |
| 8e                    | Santiago Buitrago     | Colombie              | Bahrain Victorious      | 12 pts                |
| 9e                    | Émilien Jeannière     | France                | TotalEnergies           | 11 pts                |
| 10e                   | Ethan Hayter          | Royaume-Uni           | Ineos Grenadiers        | 10 pts                |

| Classement par points | Classement par points | Classement par points | Classement par points   | Classement par points |
| Coureur               | Coureur               | Pays                  | Équipe                  | Points                |
| --------------------- | --------------------- | --------------------- | ----------------------- | --------------------- |
| 1er                   | Jonathan Milan        | Italie                | Lidl-Trek               | 45 pts                |
| 2e                    | Mads Pedersen         | Danemark              | Lidl-Trek               | 45 pts                |
| 3e                    | Danny van Poppel      | Pays-Bas              | Red Bull-Bora-Hansgrohe | 24 pts                |
| 4e                    | Jordi Meeus           | Belgique              | Red Bull-Bora-Hansgrohe | 23 pts                |
| 5e                    | Max Kanter            | Allemagne             | Astana Qazaqstan Team   | 21 pts                |
| 6e                    | Tobias Johannessen    | Norvège               | Uno-X Mobility          | 17 pts                |
| 7e                    | Luke Lamperti         | États-Unis            | Soudal Quick-Step       | 15 pts                |
| 8e                    | Santiago Buitrago     | Colombie              | Bahrain Victorious      | 12 pts                |
| 9e                    | Émilien Jeannière     | France                | TotalEnergies           | 11 pts                |
| 10e                   | Ethan Hayter          | Royaume-Uni           | Ineos Grenadiers        | 10 pts                |

| Classement de la montagne | Classement de la montagne | Classement de la montagne | Classement de la montagne  | Classement de la montagne |
| Coureur                   | Coureur                   | Pays                      | Équipe                     | Points                    |
| ------------------------- | ------------------------- | ------------------------- | -------------------------- | ------------------------- |
| 1er                       | Jørgen Nordhagen          | Norvège                   | Team Visma \| Lease a Bike | 15 pts                    |
| 2e                        | Dawit Yemane              | Érythrée                  | Bike Aid                   | 10 pts                    |
| 3e                        | Joshua Huppertz           | Allemagne                 | Lotto Kern-Haus PSD Bank   | 6 pts                     |
| 4e                        | Javier Romo               | Espagne                   | Movistar Team              | 4 pts                     |
| 5e                        | Miguel Heidemann          | Allemagne                 | Allemagne                  | 4 pts                     |
| 6e                        | Dario Igor Belletta       | Italie                    | Team Visma \| Lease a Bike | 4 pts                     |
| 7e                        | Oliver Mattheis           | Allemagne                 | Bike Aid                   | 4 pts                     |
| 8e                        | Max Walscheid             | Allemagne                 | Team Jayco AlUla           | 4 pts                     |
| 9e                        | Santiago Buitrago         | Colombie                  | Bahrain Victorious         | 3 pts                     |
| 10e                       | Anton Theo Lennemann      | Allemagne                 | Bike Aid                   | 3 pts                     |

| Classement de la montagne | Classement de la montagne | Classement de la montagne | Classement de la montagne  | Classement de la montagne |
| Coureur                   | Coureur                   | Pays                      | Équipe                     | Points                    |
| ------------------------- | ------------------------- | ------------------------- | -------------------------- | ------------------------- |
| 1er                       | Jørgen Nordhagen          | Norvège                   | Team Visma \| Lease a Bike | 15 pts                    |
| 2e                        | Dawit Yemane              | Érythrée                  | Bike Aid                   | 10 pts                    |
| 3e                        | Joshua Huppertz           | Allemagne                 | Lotto Kern-Haus PSD Bank   | 6 pts                     |
| 4e                        | Javier Romo               | Espagne                   | Movistar Team              | 4 pts                     |
| 5e                        | Miguel Heidemann          | Allemagne                 | Allemagne                  | 4 pts                     |
| 6e                        | Dario Igor Belletta       | Italie                    | Team Visma \| Lease a Bike | 4 pts                     |
| 7e                        | Oliver Mattheis           | Allemagne                 | Bike Aid                   | 4 pts                     |
| 8e                        | Max Walscheid             | Allemagne                 | Team Jayco AlUla           | 4 pts                     |
| 9e                        | Santiago Buitrago         | Colombie                  | Bahrain Victorious         | 3 pts                     |
| 10e                       | Anton Theo Lennemann      | Allemagne                 | Bike Aid                   | 3 pts                     |

| Classement du meilleur jeune | Classement du meilleur jeune | Classement du meilleur jeune | Classement du meilleur jeune | Classement du meilleur jeune |
| Coureur                      | Coureur                      | Pays                         | Équipe                       | Temps                        |
| ---------------------------- | ---------------------------- | ---------------------------- | ---------------------------- | ---------------------------- |
| 1er                          | Tobias Johannessen           | Norvège                      | Uno-X Mobility               | 18 h 27 min 02 s             |
| 2e                           | Luke Lamperti                | États-Unis                   | Soudal Quick-Step            | + 3 s                        |
| 3e                           | Archie Ryan                  | Irlande                      | EF Education-EasyPost        | + 15 s                       |
| 4e                           | Jørgen Nordhagen             | Norvège                      | Team Visma \| Lease a Bike   | + 17 s                       |
| 5e                           | Fabio Christen               | Suisse                       | Q36.5 Pro Cycling Team       | + 18 s                       |
| 6e                           | Gil Gelders                  | Belgique                     | Soudal Quick-Step            | + 18 s                       |
| 7e                           | Kevin Vermaerke              | États-Unis                   | Team dsm-firmenich PostNL    | + 19 s                       |
| 8e                           | Sean Flynn                   | Royaume-Uni                  | Team dsm-firmenich PostNL    | + 20 s                       |
| 9e                           | Henri Uhlig                  | Allemagne                    | Alpecin-Deceuninck           | + 23 s                       |
| 10e                          | Marco Brenner                | Allemagne                    | Tudor Pro Cycling Team       | + 24 s                       |

| Classement du meilleur jeune | Classement du meilleur jeune | Classement du meilleur jeune | Classement du meilleur jeune | Classement du meilleur jeune |
| Coureur                      | Coureur                      | Pays                         | Équipe                       | Temps                        |
| ---------------------------- | ---------------------------- | ---------------------------- | ---------------------------- | ---------------------------- |
| 1er                          | Tobias Johannessen           | Norvège                      | Uno-X Mobility               | 18 h 27 min 02 s             |
| 2e                           | Luke Lamperti                | États-Unis                   | Soudal Quick-Step            | + 3 s                        |
| 3e                           | Archie Ryan                  | Irlande                      | EF Education-EasyPost        | + 15 s                       |
| 4e                           | Jørgen Nordhagen             | Norvège                      | Team Visma \| Lease a Bike   | + 17 s                       |
| 5e                           | Fabio Christen               | Suisse                       | Q36.5 Pro Cycling Team       | + 18 s                       |
| 6e                           | Gil Gelders                  | Belgique                     | Soudal Quick-Step            | + 18 s                       |
| 7e                           | Kevin Vermaerke              | États-Unis                   | Team dsm-firmenich PostNL    | + 19 s                       |
| 8e                           | Sean Flynn                   | Royaume-Uni                  | Team dsm-firmenich PostNL    | + 20 s                       |
| 9e                           | Henri Uhlig                  | Allemagne                    | Alpecin-Deceuninck           | + 23 s                       |
| 10e                          | Marco Brenner                | Allemagne                    | Tudor Pro Cycling Team       | + 24 s                       |

| Classement par équipes | Classement par équipes     | Classement par équipes | Classement par équipes |
| Équipe                 | Équipe                     | Pays                   | Temps                  |
| ---------------------- | -------------------------- | ---------------------- | ---------------------- |
| 1re                    | Caja Rural-Seguros RGA     | Espagne                | 55 h 22 min 12 s       |
| 2e                     | Team dsm-firmenich PostNL  | Pays-Bas               | + 1 s                  |
| 3e                     | Team Visma \| Lease a Bike | Pays-Bas               | + 2 s                  |
| 4e                     | Movistar Team              | Espagne                | + 3 s                  |
| 5e                     | Alpecin-Deceuninck         | Belgique               | + 6 s                  |
| 6e                     | Soudal Quick-Step          | Belgique               | + 11 s                 |
| 7e                     | Bahrain Victorious         | Bahreïn                | + 13 s                 |
| 8e                     | Intermarché-Wanty          | Belgique               | + 1 min 48 s           |
| 9e                     | Allemagne                  | Allemagne              | + 2 min 16 s           |
| 10e                    | Red Bull-Bora-Hansgrohe    | Allemagne              | + 2 min 28 s           |

| Classement par équipes | Classement par équipes     | Classement par équipes | Classement par équipes |
| Équipe                 | Équipe                     | Pays                   | Temps                  |
| ---------------------- | -------------------------- | ---------------------- | ---------------------- |
| 1re                    | Caja Rural-Seguros RGA     | Espagne                | 55 h 22 min 12 s       |
| 2e                     | Team dsm-firmenich PostNL  | Pays-Bas               | + 1 s                  |
| 3e                     | Team Visma \| Lease a Bike | Pays-Bas               | + 2 s                  |
| 4e                     | Movistar Team              | Espagne                | + 3 s                  |
| 5e                     | Alpecin-Deceuninck         | Belgique               | + 6 s                  |
| 6e                     | Soudal Quick-Step          | Belgique               | + 11 s                 |
| 7e                     | Bahrain Victorious         | Bahreïn                | + 13 s                 |
| 8e                     | Intermarché-Wanty          | Belgique               | + 1 min 48 s           |
| 9e                     | Allemagne                  | Allemagne              | + 2 min 16 s           |
| 10e                    | Red Bull-Bora-Hansgrohe    | Allemagne              | + 2 min 28 s           |

## Évolution des classements
| Étape              | Vainqueur          | Classement général | Classement par points | Classement de la montagne | Classement du meilleur jeune | Classement par équipes  |
| ------------------ | ------------------ | ------------------ | --------------------- | ------------------------- | ---------------------------- | ----------------------- |
| Prol.              | Jonathan Milan     | Jonathan Milan     | Jonathan Milan        | non-décerné               | Jonathan Milan               | Lidl-Trek               |
| 1                  | Jonathan Milan     | Jonathan Milan     | Jonathan Milan        | Santiago Buitrago         | Jonathan Milan               | Lidl-Trek               |
| 2                  | Mads Pedersen      | Mads Pedersen      | Jonathan Milan        | Dawit Yemane              | Tobias Johannessen           | Red Bull-Bora-Hansgrohe |
| 3                  | Jonathan Milan     | Mads Pedersen      | Jonathan Milan        | Jørgen Nordhagen          | Tobias Johannessen           | Red Bull-Bora-Hansgrohe |
| 4                  | Mads Pedersen      | Mads Pedersen      | Jonathan Milan        | Jørgen Nordhagen          | Tobias Johannessen           | Caja Rural-Seguros RGA  |
| Classements finals | Classements finals | Mads Pedersen      | Jonathan Milan        | Jørgen Nordhagen          | Tobias Johannessen           | Caja Rural-Seguros RGA  |

## Liste des participants
| Soudal Quick-Step SOQ | Soudal Quick-Step SOQ | Soudal Quick-Step SOQ |
| --------------------- | --------------------- | --------------------- |
| Num                   | Coureur               | Pos                   |
| 1                     | Pieter Serry (BEL)    | 79e                   |
| 2                     | Gil Gelders (BEL)     | 9e                    |
| 3                     | Antoine Huby (FRA)    | 76e                   |
| 4                     | Luke Lamperti (USA)   | 4e                    |
| 5                     | Fausto Masnada (ITA)  | 35e                   |
| 6                     | Jordi Warlop (BEL)    | AB-3                  |

| Lidl-Trek LTK | Lidl-Trek LTK                 | Lidl-Trek LTK |
| ------------- | ----------------------------- | ------------- |
| Num           | Coureur                       | Pos           |
| 11            | Mads Pedersen (DEN)           | 1er           |
| 12            | Amanuel Ghebreigzabhier (ERI) | 86e           |
| 13            | Daan Hoole (NED)              | 85e           |
| 14            | Alex Kirsch (LUX)             | AB-3          |
| 15            | Jonathan Milan (ITA)          | 66e           |
| 16            | Toms Skujiņš (LAT)            | 13e           |

| Ineos Grenadiers IGD | Ineos Grenadiers IGD       | Ineos Grenadiers IGD |
| -------------------- | -------------------------- | -------------------- |
| Num                  | Coureur                    | Pos                  |
| 21                   | Filippo Ganna (ITA)        | 88e                  |
| 22                   | Jonathan Castroviejo (ESP) | 61e                  |
| 23                   | Omar Fraile (ESP)          | 84e                  |
| 24                   | Ethan Hayter (GBR)         | 30e                  |
| 25                   | Elia Viviani (ITA)         | 89e                  |
| 26                   | Cameron Wurf (AUS)         | 94e                  |

| Red Bull-Bora-Hansgrohe RBH | Red Bull-Bora-Hansgrohe RBH | Red Bull-Bora-Hansgrohe RBH |
| --------------------------- | --------------------------- | --------------------------- |
| Num                         | Coureur                     | Pos                         |
| 31                          | Danny van Poppel (NED)      | 2e                          |
| 32                          | Jordi Meeus (BEL)           | 59e                         |
| 33                          | Marco Haller (AUT)          | 55e                         |
| 34                          | Bob Jungels (LUX)           | 87e                         |
| 35                          | Jonas Koch (GER)            | 48e                         |
| 36                          | Ben Zwiehoff (GER)          | 53e                         |

| Movistar Team MOV | Movistar Team MOV       | Movistar Team MOV |
| ----------------- | ----------------------- | ----------------- |
| Num               | Coureur                 | Pos               |
| 41                | Gregor Mühlberger (AUT) | 15e               |
| 42                | Ruben Guerreiro (POR)   | 29e               |
| 43                | William Barta (USA)     | 17e               |
| 44                | Antonio Pedrero (ESP)   | AB-2              |
| 45                | Javier Romo (ESP)       | 49e               |
| 46                | Jon Barrenetxea (ESP)   | 25e               |

| Team Visma \| Lease a Bike TVL | Team Visma \| Lease a Bike TVL | Team Visma \| Lease a Bike TVL |
| ------------------------------ | ------------------------------ | ------------------------------ |
| Num                            | Coureur                        | Pos                            |
| 51                             | Jørgen Nordhagen (NOR)         | 7e                             |
| 52                             | Dario Igor Belletta (ITA)      | 43e                            |
| 53                             | Thomas Gloag (GBR)             | 20e                            |
| 54                             | Johannes Staune-Mittet (NOR)   | NP-P                           |
| 55                             | Milan Vader (NED)              | 27e                            |
| 56                             | Tim van Dijke (NED)            | 82e                            |

| Team dsm-firmenich PostNL DFP | Team dsm-firmenich PostNL DFP | Team dsm-firmenich PostNL DFP |
| ----------------------------- | ----------------------------- | ----------------------------- |
| Num                           | Coureur                       | Pos                           |
| 61                            | Niklas Märkl (GER)            | 24e                           |
| 62                            | Vincent Bodet (FRA)           | 80e                           |
| 63                            | Sean Flynn (GBR)              | 11e                           |
| 64                            | Ryan Gal (NED)                | 99e                           |
| 65                            | Bjoern Koerdt (GBR)           | 40e                           |
| 66                            | Kevin Vermaerke (USA)         | 10e                           |

| Uno-X Mobility UXM | Uno-X Mobility UXM       | Uno-X Mobility UXM |
| ------------------ | ------------------------ | ------------------ |
| Num                | Coureur                  | Pos                |
| 71                 | Alexander Kristoff (NOR) | NP-4               |
| 72                 | Tord Gudmestad (NOR)     | AB-4               |
| 73                 | Anders Johannessen (NOR) | 78e                |
| 74                 | Tobias Johannessen (NOR) | 3e                 |
| 75                 | Johannes Kulset (NOR)    | 64e                |
| 76                 | Anders Skaarseth (NOR)   | 71e                |

| EF Education-EasyPost EFE | EF Education-EasyPost EFE | EF Education-EasyPost EFE |
| ------------------------- | ------------------------- | ------------------------- |
| Num                       | Coureur                   | Pos                       |
| 81                        | Stefan Bissegger (SUI)    | 56e                       |
| 82                        | Stefan de Bod (RSA)       | 54e                       |
| 83                        | Edvin Lovidius (SWE)      | 97e                       |
| 84                        | Jonas Rutsch (GER)        | 23e                       |
| 85                        | Archie Ryan (IRL)         | 5e                        |
| 86                        | Georg Steinhauser (GER)   | 74e                       |

| Alpecin-Deceuninck ADC | Alpecin-Deceuninck ADC      | Alpecin-Deceuninck ADC |
| ---------------------- | --------------------------- | ---------------------- |
| Num                    | Coureur                     | Pos                    |
| 91                     | Fabio Van den Bossche (BEL) | 47e                    |
| 92                     | Simon Dehairs (BEL)         | AB-4                   |
| 93                     | Tibor Del Grosso (NED)      | 21e                    |
| 94                     | Jimmy Janssens (BEL)        | 38e                    |
| 95                     | Ramon Sinkeldam (NED)       | 69e                    |
| 96                     | Henri Uhlig (GER)           | 16e                    |

| Bahrain Victorious TBV | Bahrain Victorious TBV    | Bahrain Victorious TBV |
| ---------------------- | ------------------------- | ---------------------- |
| Num                    | Coureur                   | Pos                    |
| 101                    | Santiago Buitrago (COL)   | 33e                    |
| 102                    | Alberto Bruttomesso (ITA) | 90e                    |
| 103                    | Nicolò Buratti (ITA)      | 58e                    |
| 104                    | Matevž Govekar (SLO)      | 32e                    |
| 105                    | Wout Poels (NED)          | 28e                    |
| 106                    | Vlad Van Mechelen (BEL)   | 67e                    |

| Allemagne GER | Allemagne GER     | Allemagne GER |
| ------------- | ----------------- | ------------- |
| Num           | Coureur           | Pos           |
| 111           | Simon Geschke     | 26e           |
| 112           | Johannes Adamietz | 42e           |
| 113           | Miguel Heidemann  | 98e           |
| 114           | Roger Kluge       | 95e           |
| 115           | Tobias Müller     | 57e           |
| 116           | Max Walscheid     | 52e           |

| Astana Qazaqstan Team AST | Astana Qazaqstan Team AST | Astana Qazaqstan Team AST |
| ------------------------- | ------------------------- | ------------------------- |
| Num                       | Coureur                   | Pos                       |
| 121                       | Rüdiger Selig (GER)       | 81e                       |
| 122                       | Yevgeniy Fedorov (KAZ)    | AB-3                      |
| 123                       | Yevgeniy Gidich (KAZ)     | AB-3                      |
| 124                       | Max Kanter (GER)          | 34e                       |
| 125                       | Jonas Reibsch (GER)       | 100e                      |
| 126                       | Gleb Syritsa (RUS)        | 93e                       |

| Intermarché-Wanty IWA | Intermarché-Wanty IWA    | Intermarché-Wanty IWA |
| --------------------- | ------------------------ | --------------------- |
| Num                   | Coureur                  | Pos                   |
| 131                   | Georg Zimmermann (GER)   | 19e                   |
| 132                   | Lilian Calmejane (FRA)   | AB-4                  |
| 133                   | Kevin Colleoni (ITA)     | 37e                   |
| 134                   | Alexy Faure Prost (FRA)  | 75e                   |
| 135                   | Zeno Moonen (BEL)        | 83e                   |
| 136                   | Taco van der Hoorn (NED) | 77e                   |

| Tudor Pro Cycling Team TUD | Tudor Pro Cycling Team TUD  | Tudor Pro Cycling Team TUD |
| -------------------------- | --------------------------- | -------------------------- |
| Num                        | Coureur                     | Pos                        |
| 141                        | Marco Brenner (GER)         | 18e                        |
| 142                        | Marius Mayrhofer (GER)      | AB-4                       |
| 143                        | Sébastien Reichenbach (SUI) | 62e                        |
| 144                        | Florian Stork (GER)         | 6e                         |
| 145                        | Hannes Wilksch (GER)        | 50e                        |
| 146                        | Maikel Zijlaard (NED)       | AB-3                       |

| TotalEnergies TEN | TotalEnergies TEN       | TotalEnergies TEN |
| ----------------- | ----------------------- | ----------------- |
| Num               | Coureur                 | Pos               |
| 151               | Anthony Turgis (FRA)    | AB-3              |
| 152               | Thomas Bonnet (FRA)     | 73e               |
| 153               | Fabien Doubey (FRA)     | 60e               |
| 154               | Émilien Jeannière (FRA) | 22e               |
| 155               | Mattéo Vercher (FRA)    | 70e               |
| 156               | Alexis Vuillermoz (FRA) | 44e               |

| Q36.5 Pro Cycling Team Q36 | Q36.5 Pro Cycling Team Q36 | Q36.5 Pro Cycling Team Q36 |
| -------------------------- | -------------------------- | -------------------------- |
| Num                        | Coureur                    | Pos                        |
| 161                        | Jannik Steimle (GER)       | 63e                        |
| 162                        | Fabio Christen (SUI)       | 8e                         |
| 163                        | Alessandro Fancellu (ITA)  | AB-2                       |
| 164                        | Cyrus Monk (AUS)           | 91e                        |
| 165                        | Jan Sommer (SUI)           | 92e                        |
| 166                        | Nickolas Zukowsky (CAN)    | 72e                        |

| Bike Aid BAI | Bike Aid BAI               | Bike Aid BAI |
| ------------ | -------------------------- | ------------ |
| Num          | Coureur                    | Pos          |
| 171          | Vinzent Dorn (GER)         | 68e          |
| 172          | Antoine Berlin (MON)       | 41e          |
| 173          | Anton Theo Lennemann (GER) | 104e         |
| 174          | Oliver Mattheis (GER)      | 51e          |
| 175          | Anton Schiffer (GER)       | 39e          |
| 176          | Dawit Yemane (ERI)         | 65e          |

| Caja Rural-Seguros RGA CJR | Caja Rural-Seguros RGA CJR | Caja Rural-Seguros RGA CJR |
| -------------------------- | -------------------------- | -------------------------- |
| Num                        | Coureur                    | Pos                        |
| 181                        | Iúri Leitão (POR)          | AB-3                       |
| 182                        | Orluis Aular (VEN)         | 12e                        |
| 183                        | Abel Balderstone (ESP)     | 36e                        |
| 184                        | Fernando Barceló (ESP)     | 31e                        |
| 185                        | Jefferson Cepeda (ECU)     | 14e                        |
| 186                        | Joel Nicolau (ESP)         | 46e                        |

| Lotto Kern-Haus PSD Bank LKH | Lotto Kern-Haus PSD Bank LKH | Lotto Kern-Haus PSD Bank LKH |
| ---------------------------- | ---------------------------- | ---------------------------- |
| Num                          | Coureur                      | Pos                          |
| 191                          | Joshua Huppertz (GER)        | 45e                          |
| 192                          | Leon Arenz (GER)             | 102e                         |
| 193                          | Nick Bangert (GER)           | 101e                         |
| 194                          | Mauro Brenner (GER)          | AB-3                         |
| 195                          | Ben Felix Jochum (GER)       | 103e                         |
| 196                          | Faust Penna (GER)            | 96e                          |

| Soudal Quick-Step SOQ | Soudal Quick-Step SOQ | Soudal Quick-Step SOQ |
| --------------------- | --------------------- | --------------------- |
| Num                   | Coureur               | Pos                   |
| 1                     | Pieter Serry (BEL)    | 79e                   |
| 2                     | Gil Gelders (BEL)     | 9e                    |
| 3                     | Antoine Huby (FRA)    | 76e                   |
| 4                     | Luke Lamperti (USA)   | 4e                    |
| 5                     | Fausto Masnada (ITA)  | 35e                   |
| 6                     | Jordi Warlop (BEL)    | AB-3                  |

| Lidl-Trek LTK | Lidl-Trek LTK                 | Lidl-Trek LTK |
| ------------- | ----------------------------- | ------------- |
| Num           | Coureur                       | Pos           |
| 11            | Mads Pedersen (DEN)           | 1er           |
| 12            | Amanuel Ghebreigzabhier (ERI) | 86e           |
| 13            | Daan Hoole (NED)              | 85e           |
| 14            | Alex Kirsch (LUX)             | AB-3          |
| 15            | Jonathan Milan (ITA)          | 66e           |
| 16            | Toms Skujiņš (LAT)            | 13e           |

| Ineos Grenadiers IGD | Ineos Grenadiers IGD       | Ineos Grenadiers IGD |
| -------------------- | -------------------------- | -------------------- |
| Num                  | Coureur                    | Pos                  |
| 21                   | Filippo Ganna (ITA)        | 88e                  |
| 22                   | Jonathan Castroviejo (ESP) | 61e                  |
| 23                   | Omar Fraile (ESP)          | 84e                  |
| 24                   | Ethan Hayter (GBR)         | 30e                  |
| 25                   | Elia Viviani (ITA)         | 89e                  |
| 26                   | Cameron Wurf (AUS)         | 94e                  |

| Red Bull-Bora-Hansgrohe RBH | Red Bull-Bora-Hansgrohe RBH | Red Bull-Bora-Hansgrohe RBH |
| --------------------------- | --------------------------- | --------------------------- |
| Num                         | Coureur                     | Pos                         |
| 31                          | Danny van Poppel (NED)      | 2e                          |
| 32                          | Jordi Meeus (BEL)           | 59e                         |
| 33                          | Marco Haller (AUT)          | 55e                         |
| 34                          | Bob Jungels (LUX)           | 87e                         |
| 35                          | Jonas Koch (GER)            | 48e                         |
| 36                          | Ben Zwiehoff (GER)          | 53e                         |

| Movistar Team MOV | Movistar Team MOV       | Movistar Team MOV |
| ----------------- | ----------------------- | ----------------- |
| Num               | Coureur                 | Pos               |
| 41                | Gregor Mühlberger (AUT) | 15e               |
| 42                | Ruben Guerreiro (POR)   | 29e               |
| 43                | William Barta (USA)     | 17e               |
| 44                | Antonio Pedrero (ESP)   | AB-2              |
| 45                | Javier Romo (ESP)       | 49e               |
| 46                | Jon Barrenetxea (ESP)   | 25e               |

| Team Visma \| Lease a Bike TVL | Team Visma \| Lease a Bike TVL | Team Visma \| Lease a Bike TVL |
| ------------------------------ | ------------------------------ | ------------------------------ |
| Num                            | Coureur                        | Pos                            |
| 51                             | Jørgen Nordhagen (NOR)         | 7e                             |
| 52                             | Dario Igor Belletta (ITA)      | 43e                            |
| 53                             | Thomas Gloag (GBR)             | 20e                            |
| 54                             | Johannes Staune-Mittet (NOR)   | NP-P                           |
| 55                             | Milan Vader (NED)              | 27e                            |
| 56                             | Tim van Dijke (NED)            | 82e                            |

| Team dsm-firmenich PostNL DFP | Team dsm-firmenich PostNL DFP | Team dsm-firmenich PostNL DFP |
| ----------------------------- | ----------------------------- | ----------------------------- |
| Num                           | Coureur                       | Pos                           |
| 61                            | Niklas Märkl (GER)            | 24e                           |
| 62                            | Vincent Bodet (FRA)           | 80e                           |
| 63                            | Sean Flynn (GBR)              | 11e                           |
| 64                            | Ryan Gal (NED)                | 99e                           |
| 65                            | Bjoern Koerdt (GBR)           | 40e                           |
| 66                            | Kevin Vermaerke (USA)         | 10e                           |

| Uno-X Mobility UXM | Uno-X Mobility UXM       | Uno-X Mobility UXM |
| ------------------ | ------------------------ | ------------------ |
| Num                | Coureur                  | Pos                |
| 71                 | Alexander Kristoff (NOR) | NP-4               |
| 72                 | Tord Gudmestad (NOR)     | AB-4               |
| 73                 | Anders Johannessen (NOR) | 78e                |
| 74                 | Tobias Johannessen (NOR) | 3e                 |
| 75                 | Johannes Kulset (NOR)    | 64e                |
| 76                 | Anders Skaarseth (NOR)   | 71e                |

| EF Education-EasyPost EFE | EF Education-EasyPost EFE | EF Education-EasyPost EFE |
| ------------------------- | ------------------------- | ------------------------- |
| Num                       | Coureur                   | Pos                       |
| 81                        | Stefan Bissegger (SUI)    | 56e                       |
| 82                        | Stefan de Bod (RSA)       | 54e                       |
| 83                        | Edvin Lovidius (SWE)      | 97e                       |
| 84                        | Jonas Rutsch (GER)        | 23e                       |
| 85                        | Archie Ryan (IRL)         | 5e                        |
| 86                        | Georg Steinhauser (GER)   | 74e                       |

| Alpecin-Deceuninck ADC | Alpecin-Deceuninck ADC      | Alpecin-Deceuninck ADC |
| ---------------------- | --------------------------- | ---------------------- |
| Num                    | Coureur                     | Pos                    |
| 91                     | Fabio Van den Bossche (BEL) | 47e                    |
| 92                     | Simon Dehairs (BEL)         | AB-4                   |
| 93                     | Tibor Del Grosso (NED)      | 21e                    |
| 94                     | Jimmy Janssens (BEL)        | 38e                    |
| 95                     | Ramon Sinkeldam (NED)       | 69e                    |
| 96                     | Henri Uhlig (GER)           | 16e                    |

| Bahrain Victorious TBV | Bahrain Victorious TBV    | Bahrain Victorious TBV |
| ---------------------- | ------------------------- | ---------------------- |
| Num                    | Coureur                   | Pos                    |
| 101                    | Santiago Buitrago (COL)   | 33e                    |
| 102                    | Alberto Bruttomesso (ITA) | 90e                    |
| 103                    | Nicolò Buratti (ITA)      | 58e                    |
| 104                    | Matevž Govekar (SLO)      | 32e                    |
| 105                    | Wout Poels (NED)          | 28e                    |
| 106                    | Vlad Van Mechelen (BEL)   | 67e                    |

| Allemagne GER | Allemagne GER     | Allemagne GER |
| ------------- | ----------------- | ------------- |
| Num           | Coureur           | Pos           |
| 111           | Simon Geschke     | 26e           |
| 112           | Johannes Adamietz | 42e           |
| 113           | Miguel Heidemann  | 98e           |
| 114           | Roger Kluge       | 95e           |
| 115           | Tobias Müller     | 57e           |
| 116           | Max Walscheid     | 52e           |

| Astana Qazaqstan Team AST | Astana Qazaqstan Team AST | Astana Qazaqstan Team AST |
| ------------------------- | ------------------------- | ------------------------- |
| Num                       | Coureur                   | Pos                       |
| 121                       | Rüdiger Selig (GER)       | 81e                       |
| 122                       | Yevgeniy Fedorov (KAZ)    | AB-3                      |
| 123                       | Yevgeniy Gidich (KAZ)     | AB-3                      |
| 124                       | Max Kanter (GER)          | 34e                       |
| 125                       | Jonas Reibsch (GER)       | 100e                      |
| 126                       | Gleb Syritsa (RUS)        | 93e                       |

| Intermarché-Wanty IWA | Intermarché-Wanty IWA    | Intermarché-Wanty IWA |
| --------------------- | ------------------------ | --------------------- |
| Num                   | Coureur                  | Pos                   |
| 131                   | Georg Zimmermann (GER)   | 19e                   |
| 132                   | Lilian Calmejane (FRA)   | AB-4                  |
| 133                   | Kevin Colleoni (ITA)     | 37e                   |
| 134                   | Alexy Faure Prost (FRA)  | 75e                   |
| 135                   | Zeno Moonen (BEL)        | 83e                   |
| 136                   | Taco van der Hoorn (NED) | 77e                   |

| Tudor Pro Cycling Team TUD | Tudor Pro Cycling Team TUD  | Tudor Pro Cycling Team TUD |
| -------------------------- | --------------------------- | -------------------------- |
| Num                        | Coureur                     | Pos                        |
| 141                        | Marco Brenner (GER)         | 18e                        |
| 142                        | Marius Mayrhofer (GER)      | AB-4                       |
| 143                        | Sébastien Reichenbach (SUI) | 62e                        |
| 144                        | Florian Stork (GER)         | 6e                         |
| 145                        | Hannes Wilksch (GER)        | 50e                        |
| 146                        | Maikel Zijlaard (NED)       | AB-3                       |

| TotalEnergies TEN | TotalEnergies TEN       | TotalEnergies TEN |
| ----------------- | ----------------------- | ----------------- |
| Num               | Coureur                 | Pos               |
| 151               | Anthony Turgis (FRA)    | AB-3              |
| 152               | Thomas Bonnet (FRA)     | 73e               |
| 153               | Fabien Doubey (FRA)     | 60e               |
| 154               | Émilien Jeannière (FRA) | 22e               |
| 155               | Mattéo Vercher (FRA)    | 70e               |
| 156               | Alexis Vuillermoz (FRA) | 44e               |

| Q36.5 Pro Cycling Team Q36 | Q36.5 Pro Cycling Team Q36 | Q36.5 Pro Cycling Team Q36 |
| -------------------------- | -------------------------- | -------------------------- |
| Num                        | Coureur                    | Pos                        |
| 161                        | Jannik Steimle (GER)       | 63e                        |
| 162                        | Fabio Christen (SUI)       | 8e                         |
| 163                        | Alessandro Fancellu (ITA)  | AB-2                       |
| 164                        | Cyrus Monk (AUS)           | 91e                        |
| 165                        | Jan Sommer (SUI)           | 92e                        |
| 166                        | Nickolas Zukowsky (CAN)    | 72e                        |

| Bike Aid BAI | Bike Aid BAI               | Bike Aid BAI |
| ------------ | -------------------------- | ------------ |
| Num          | Coureur                    | Pos          |
| 171          | Vinzent Dorn (GER)         | 68e          |
| 172          | Antoine Berlin (MON)       | 41e          |
| 173          | Anton Theo Lennemann (GER) | 104e         |
| 174          | Oliver Mattheis (GER)      | 51e          |
| 175          | Anton Schiffer (GER)       | 39e          |
| 176          | Dawit Yemane (ERI)         | 65e          |

| Caja Rural-Seguros RGA CJR | Caja Rural-Seguros RGA CJR | Caja Rural-Seguros RGA CJR |
| -------------------------- | -------------------------- | -------------------------- |
| Num                        | Coureur                    | Pos                        |
| 181                        | Iúri Leitão (POR)          | AB-3                       |
| 182                        | Orluis Aular (VEN)         | 12e                        |
| 183                        | Abel Balderstone (ESP)     | 36e                        |
| 184                        | Fernando Barceló (ESP)     | 31e                        |
| 185                        | Jefferson Cepeda (ECU)     | 14e                        |
| 186                        | Joel Nicolau (ESP)         | 46e                        |

| Lotto Kern-Haus PSD Bank LKH | Lotto Kern-Haus PSD Bank LKH | Lotto Kern-Haus PSD Bank LKH |
| ---------------------------- | ---------------------------- | ---------------------------- |
| Num                          | Coureur                      | Pos                          |
| 191                          | Joshua Huppertz (GER)        | 45e                          |
| 192                          | Leon Arenz (GER)             | 102e                         |
| 193                          | Nick Bangert (GER)           | 101e                         |
| 194                          | Mauro Brenner (GER)          | AB-3                         |
| 195                          | Ben Felix Jochum (GER)       | 103e                         |
| 196                          | Faust Penna (GER)            | 96e                          |